# Sámal Hentze
Sámal Erik Hentze (ur. 27 stycznia 1972 roku) lub Bagge Hentze – farerski trener piłkarski oraz emerytowany piłkarz, występujący na pozycji pomocnika w klubach HB Tórshavn, B68 Toftir oraz AB Argir. Obecnie trenuje drużynę Víkingur Gøta. Prywatnie jest właścicielem firmy budowlanej.

## Kariera klubowa
Swą karierę Sámal Erik Hentze rozpoczął w klubie HB Tórshavn. Zadebiutował 24 września 1989 roku w spotkaniu osiemnastej kolejki 1. deild 1989 w przegranym 2:6 meczu przeciwko B71 Sandoy. Pierwszą bramkę strzelił zaś w wygranym 6:3 spotkaniu z SÍF Sandavágur 17 maja 1992 roku. Grał w klubie do końca sezonu 1997 i zdobył łącznie dwa gole w sześćdziesięciu jeden meczach. Wystąpił także w kilku spotkaniach drugiego i trzeciego składu. Zagrał też w jednym meczu Pucharu Zdobywców Pucharów 29 września 1993 przeciwko rumuńskiemu Universitatea Krajowa (0:3). Jego klub zdobył w tym czasie mistrzostwo archipelagu (1990) oraz trzy Puchary Wysp Owczych (1989, 1992 oraz 1995).
W 1998 roku stał się zawodnikiem B68 Toftir. Swój pierwszy mecz rozegrał 5 kwietnia 1998 roku przeciwko VB Vágur w trzeciej rundzie eliminacyjnej Pucharu Wysp Owczych 1998. Później zagrał jeszcze w dwudziestu dziewięciu spotkaniach, nie zdobywając żadnej bramki. W B68 pozostawał dwa lata, a jego klub w tym czasie zajął szóste i siódme miejsce w tabeli pierwszej ligi.
Od 2000 roku ponownie został zawodnikiem HB Tórshavn. W pierwszym składzie występował jedynie przez rok, nie zdobywając żadnej bramki w ośmiu spotkaniach. Później, już jako trener, grywał w meczach drugiego składu. Wystąpił też w kilku meczach prowadzonego później przez siebie AB Argir oraz w drugim składzie B36 Tórshavn. Ostatnim meczem Sámala Erika Hentze było spotkanie drugiej drużyny AB Argir rozegrane 18 września 2011 roku przeciwko B68 II Toftir (3:3).

## Kariera trenerska
W 2001 roku Sámal Erik Hentze został powołany na trenera drugiego składu HB Tórshavn. Pozostawał w nim do końca roku, a następnie przeniósł się do AB Argir. W pierwszym sezonie pracy poprowadził klub do zwycięstwa w tabeli 3. deild 2002, a w kolejnym zajął w nim czwarte miejsce w 2. deild. Łącznie trenowana przez niego drużyna wygrała dwadzieścia meczów, zremisowała sześć i przegrała czternaście. Następnie zakończył współpracę z AB Argir.
Po roku przerwy w 2005 roku Hentze został na jeden sezon trenerem drugiego składu B36 Tórshavn, który pod jego skrzydłami wygrał jedynie cztery spotkania, przegrywając dwanaście. Na koniec roku przeniósł się do EB/Streymur, gdzie objął stanowisko asystenta trenera. Pozostawał tam do końca sezonu 2007. W obu sezonach klub zajął drugie miejsce w ligowej tabeli, jednokrotnie zdobył też Puchar Wysp Owczych (2007).
W sierpniu 2008 roku w wyniku problemów HB Tórshavn podpisał kontrakt z Sámalem Erikiem Hentze i został on jednym z dwóch głównych trenerów pierwszej drużyny, która już w pierwszym meczu nowego trenera pokonała EB/Streymur. W klubie pozostał do końca sezonu 2009, a drużyna wygrała w tym czasie dwadzieścia pięć meczów, dziewięć razy zremisowała i przegrała osiem spotkań. HB zdobył wówczas mistrzostwo Wysp Owczych (2009) oraz Superpuchar (2009).
Od sierpnia 2010 roku prowadził AB Argir po odejściu Allana Mørkøre, nie udało mu się jednak uratować drużyny przed spadkiem do drugiej ligi. Na koniec sezonu klub zdecydował się na przedłużenie z nim kontraktu na dwa lata. Hentze pozostał tam dłużej, bo do końca Effodeildin 2013. Jego klub zajmował trzecie (2011) i drugie (2012) miejsce w drugiej lidze, a po awansie siódme w Effodeildin (2013). Drużyna wygrała łącznie pięćdziesiąt jeden razy, zremisowała dziesięć razy i przegrała trzydzieści pięć spotkań.
Po współpracy z AB Argir Hentze w listopadzie 2013 roku podpisał kontrakt z B36 Tórshavn i prowadził tę drużynę podczas następnego sezonu. Zdobył z klubem Mistrzostwo Wysp Owczych, a następnie, w grudniu, zrezygnował ze stanowiska. Tłumaczył to koniecznością zajęcia się prowadzoną przez niego firmą budowlaną. W połowie kolejnego sezonu ponownie próbował jednak uratować przed spadkiem AB Argir po odejściu Oddbjørna Joensena, jednak się to nie powiodło.
Od Effodeildin 2016 jest trenerem Víkingura Gøta. Do tej pory zdołał już z nim zdobyć Mistrzostwo Wysp Owczych, Superpuchar 2016 oraz dodarł do finału Pucharu 2016. Uznano go trenerem roku 2016.

## Kariera reprezentacyjna
Hentze reprezentował swój kraj tylko raz w życiu. Zagrał całą drugą połowę w przegranym 2:6 meczu reprezentacji U-21 przeciwko Izraelowi. Odbyło się to 6 sierpnia 1992 roku na stadionie Ovari Vøllur, należącym do kompleksu sportowego Gundadalur w Thorshavn.

## Sukcesy

### Piłkarskie

#### Klubowe
HB Tórshavn
- Mistrzostwo Wysp Owczych (1x): 1990
- Puchar Wysp Owczych (3x): 1989, 1992, 1995

### Trenerskie

#### Klubowe
AB Argir
- Mistrzostwo 2. deild (1x): 2002

EB/Streymur (asystent)
- Puchar Wysp Owczych (1x): 2007

HB Tórshavn
- Mistrzostwo Wysp Owczych (1x): 2009
- Superpuchar Wysp Owczych (1x): 2009

B36 Tórshavn
- Mistrzostwo Wysp Owczych (1x): 2014

Víkingur Gøta
- Mistrzostwo Wysp Owczych (1x): 2016
- Finał Pucharu Wysp Owczych (1x): 2016
- Superpuchar Wysp Owczych (1x): 2016

#### Indywidualne
Víkingur Gøta
- Trener roku Effodeildin (1x): 2016